# Fritillaire des Pyrénées
Fritillaria nigra
Espèce
Classification phylogénétique
La fritillaire des Pyrénées , ou fritillaire noire (Fritillaria nigra, syn. Fritillaria pyrenaica), est une espèce de plante monocotylédone appartenant à la famille des Liliacées et au genre Fritillaria. Relativement rare, elle ne se rencontre pratiquement que dans la chaîne des Pyrénées. Les fleurs, inclinées comme pour toutes les fritillaires, ont une couleur allant de l'acajou au jaune plus ou moins verdâtre, avec l'esquisse d'un léger quadrillage (beaucoup moins marqué que dans l'espèce Fritillaria meleagris).

## Description

### Écologie et habitat
Plante vivace par son bulbe, endémique des Cévennes méridionales, des Corbières et des Pyrénées, poussant dans les bois clairs, les clairières, les prairies rocailleuses, de 500 à 2000 mètres, de préférence sur sol calcaire.
- Floraison : avril à juin
- Pollinisation : entomogame, autogame
- Dissémination : barochore

### Morphologie générale et végétative
Plante herbacée de taille moyenne (20 à 50 cm), à tige érigée. Les feuilles, de couleur vert pâle légèrement bleuté, sont alternes et lancéolées.

### Morphologie florale
Fleur généralement solitaire, terminale inclinée. Périanthe à six tépales, les intérieurs plus larges que les extérieurs. Léger quadrillage externe, la couleur variant de l'acajou au jaune, dans des teintes plutôt pâles et verdâtres. L'intérieur est plus coloré, avec des raies et un quadrillage plus nettement marqués.

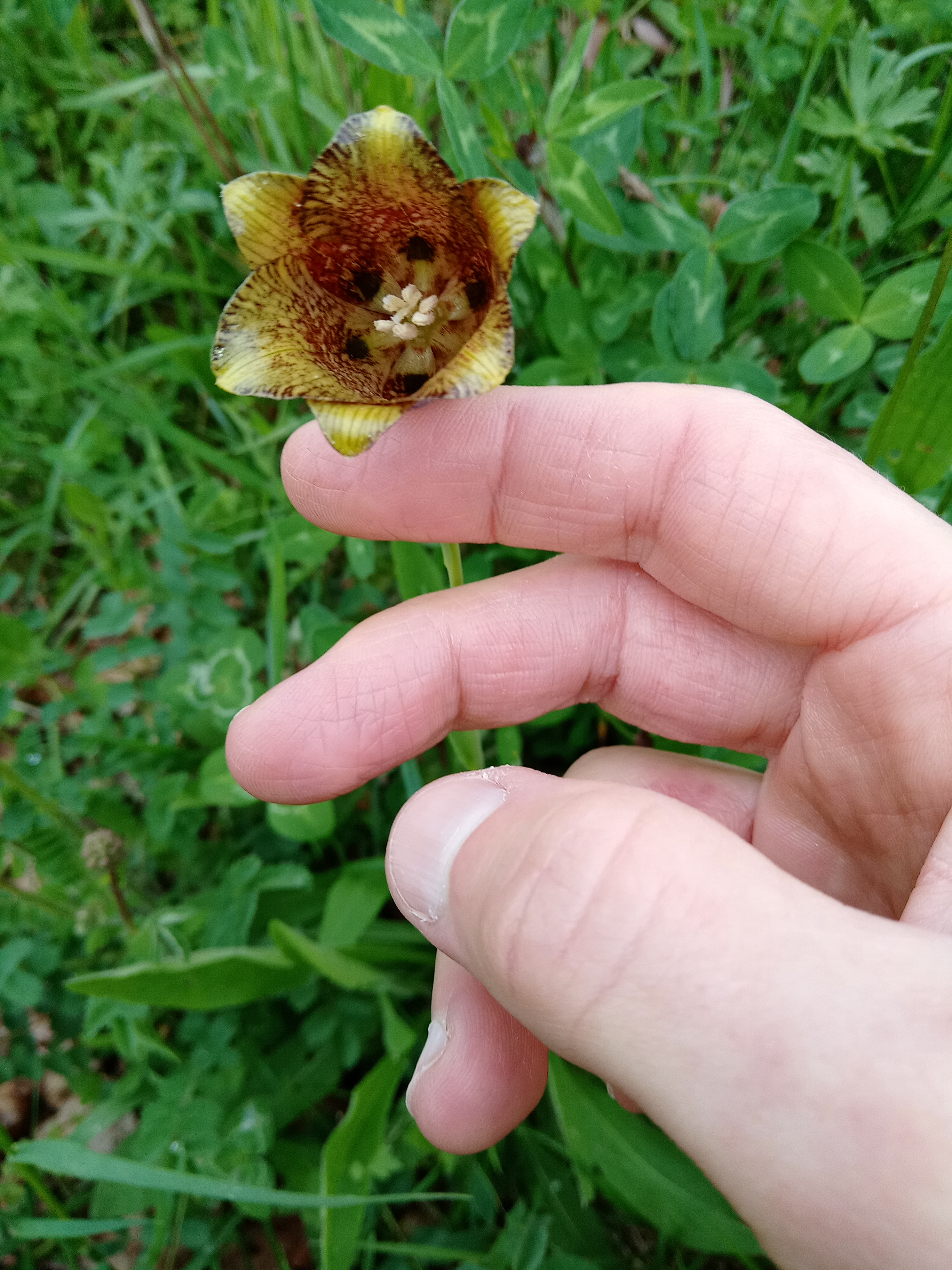
Face interne de la fleur.
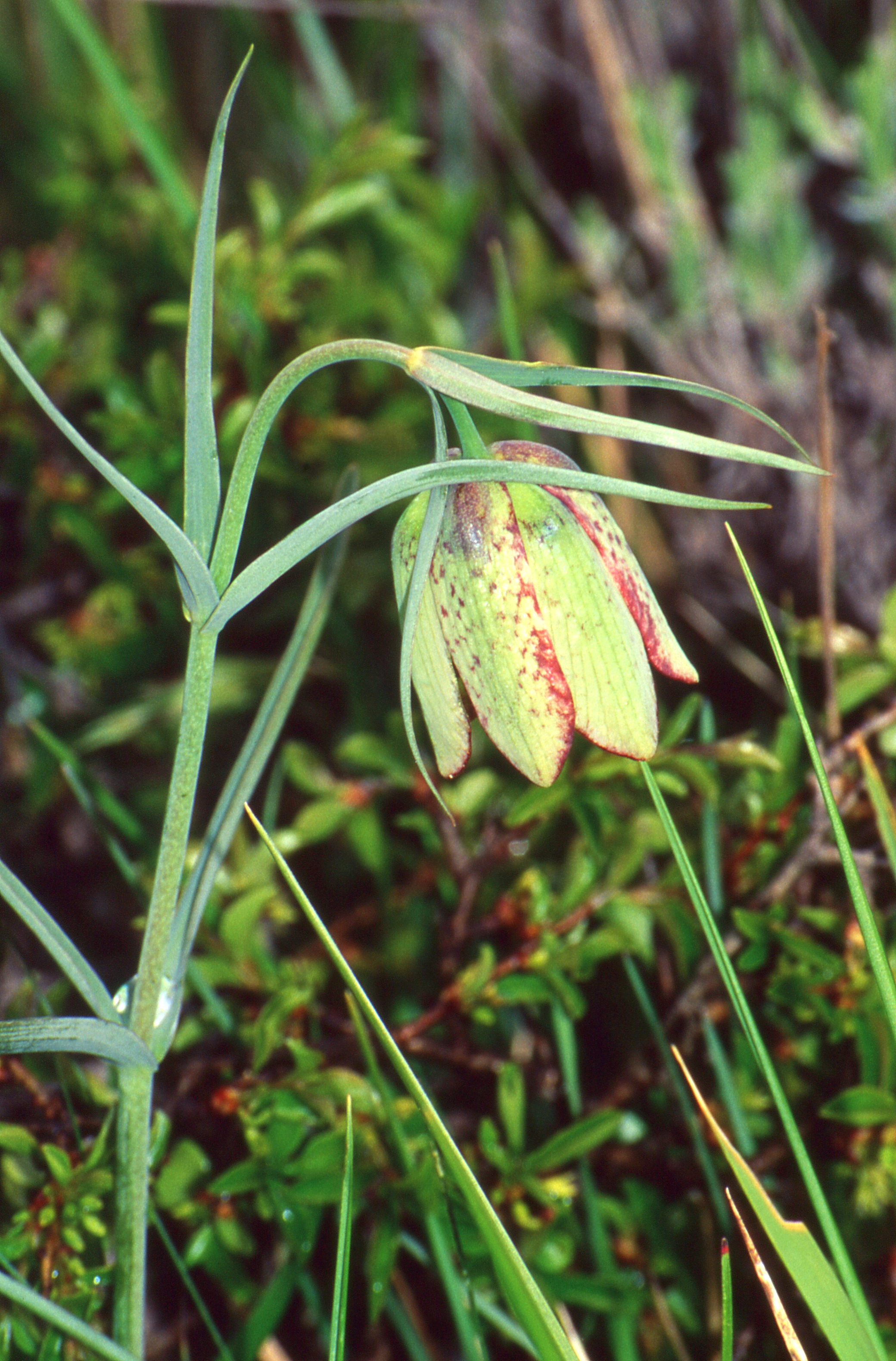
Exemplaire semi-albino.

### Fruit et graines
Le fruit est une capsule oblongue.

#### À noter
Toutes les parties de la plante sont toxiques, en particulier le bulbe.

## Culture
La fritillaire des Pyrénées est rarement cultivée.
Les petits bulbes écailleux, qu'on ne peut se procurer que chez quelques bulbiculteurs spécialisés, doivent être très frais, car ils sont, comme ceux de la fritillaire pintade, très sensibles au dessèchement. Ils sont sinon faciles à cultiver en terre normale de jardin.

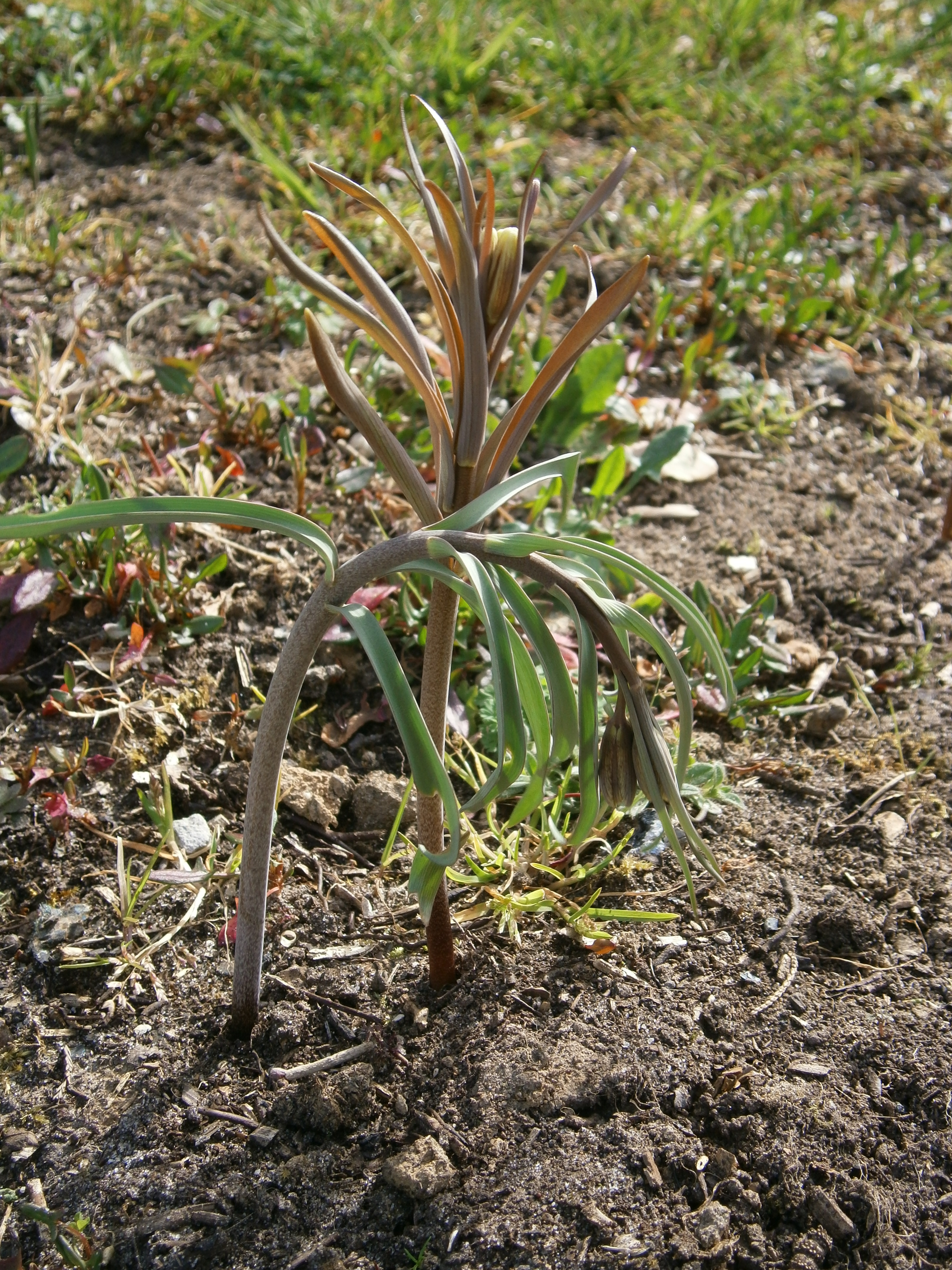
Éclosion.
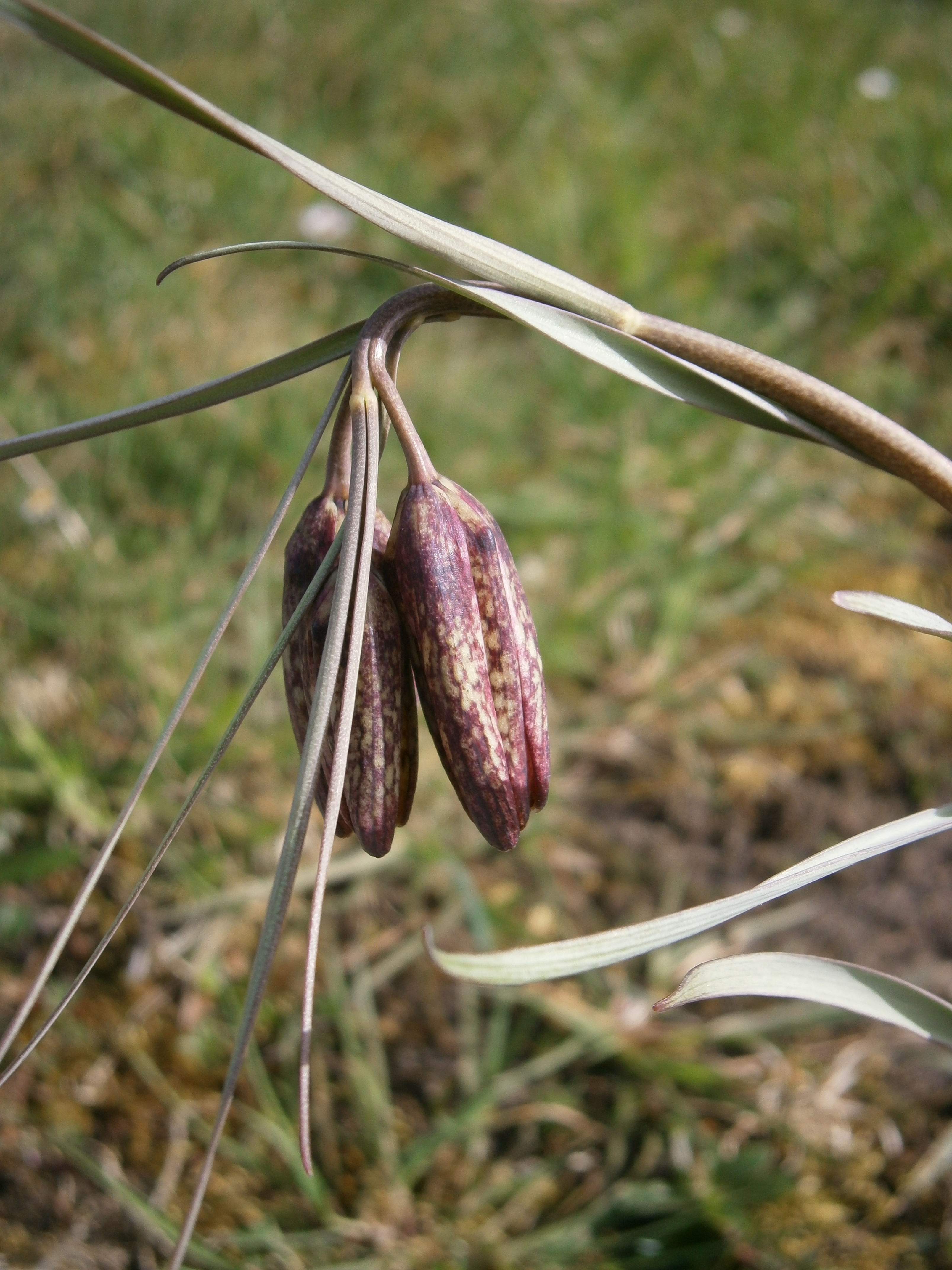
Boutons floraux.
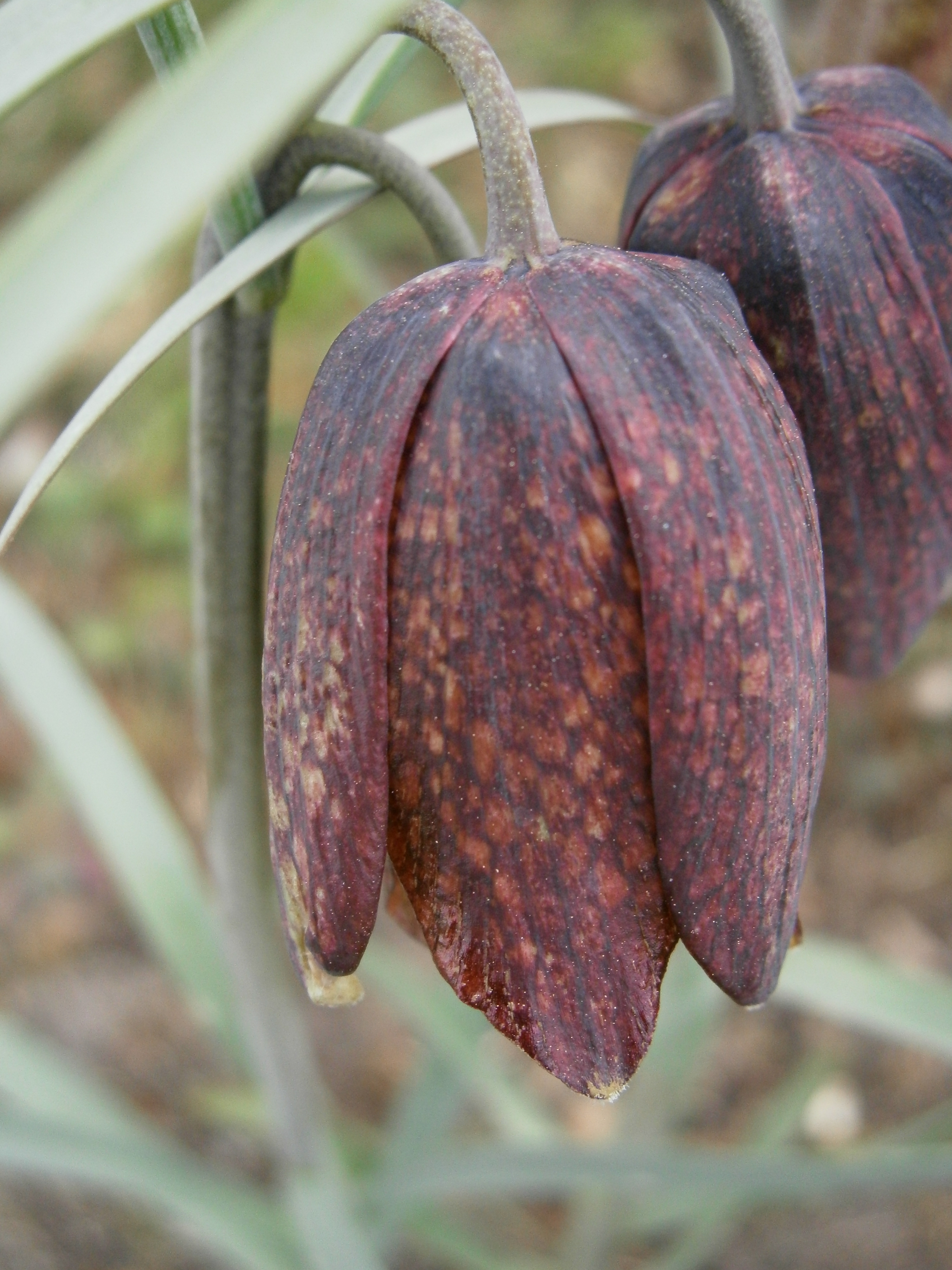
Fleur (face externe).
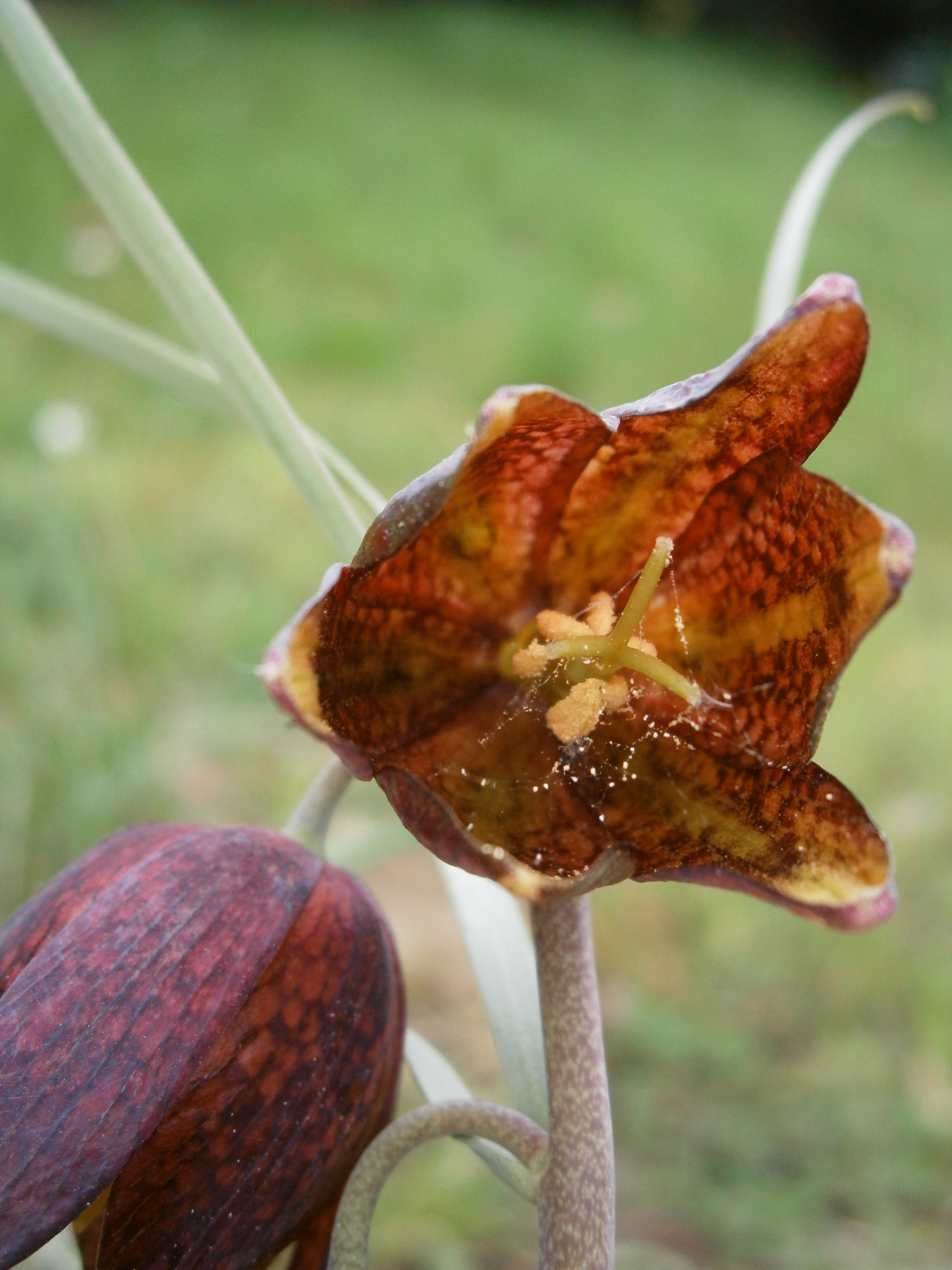
Fleur (face interne).
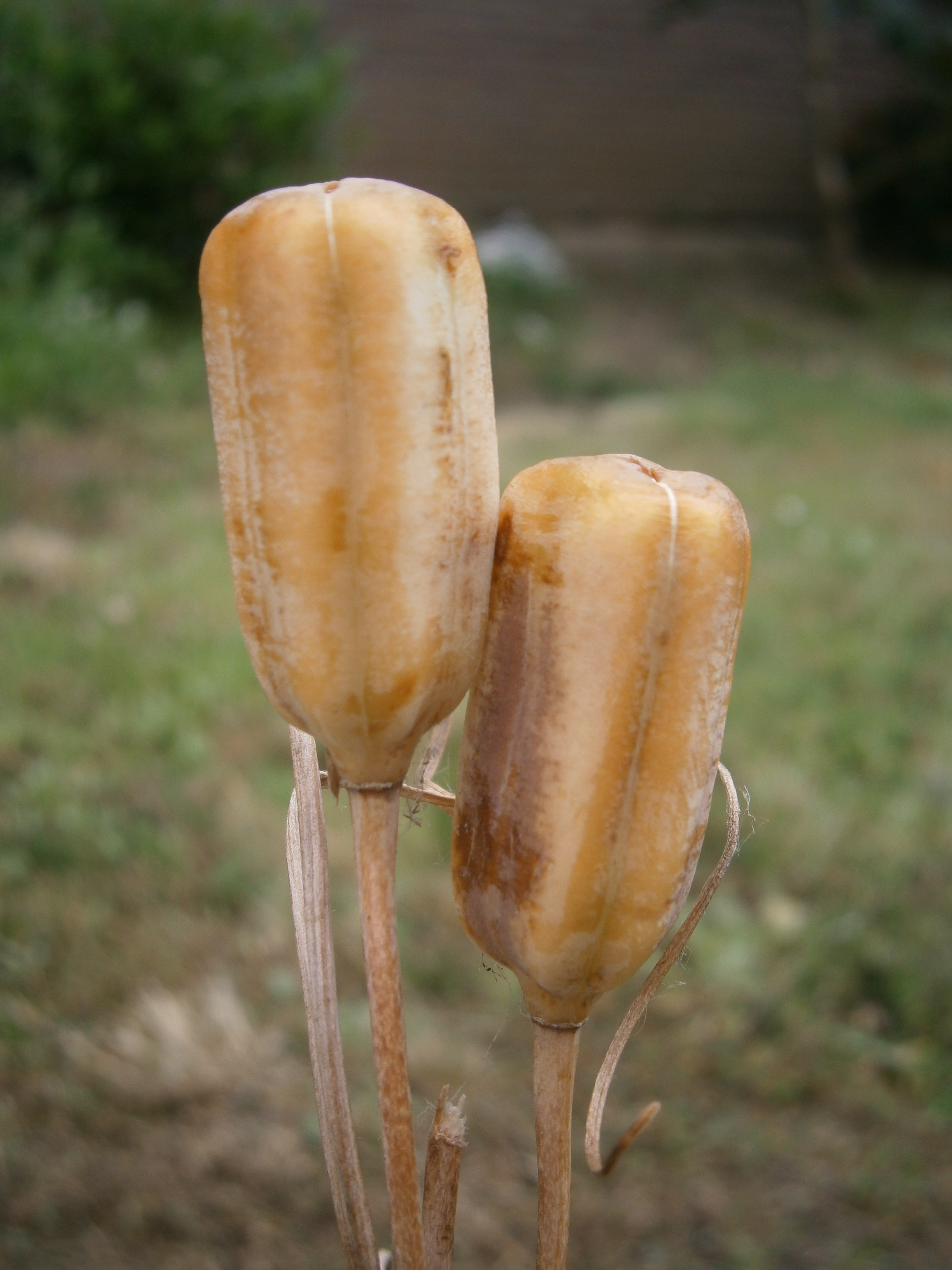
Capsules fructifères.